# Elias Sarkis
Elias Youssef Sarkis (en árabe: إلياس سركيس‎, 20 de julio de 1924 – 27 de junio de 1985) fue un abogado y político libanés.
Ocupó el cargo de Presidente de Líbano entre el 23 de septiembre de 1976 y el 22 de septiembre de 1982.
Nació en Shbaniyeh, una aldea de población mixta católica musulmana, en seno de una familia de comerciantes el 20 de julio de 1924. Su familia era cristiana maronitas.
Se graduó como abogado en la Universidad de San José en 1948. Presidió el Banco Intra en 1967, año en que es designado gobernador del Banco Central.